# سالم مبارک الصباح
سالم مبارک الصباح (به عربی: سالم المبارك الصباح) (زاده ۱۸۶۴ – ۲۳ مارس ۱۹۲۱) نه‌امین حکمران کشور کویت بود. او در سال ۵ فوریه ۱۹۱۷ حکمرانی کویت را در دست گرفت و تا هنگام مرگ حاکم کویت بود.